# Пугачівська сільська рада (Коростенський район)
Пугачівська сільська рада — колишня адміністративно-територіальна одиниця та орган місцевого самоврядування у Коростенському (Ушомирському) районі і Коростенській міській раді Коростенської й Волинської округ, Київської та Житомирської областей Української РСР з адміністративним центром у селі Пугачівка.

## Населені пункти
Сільській раді на час ліквідації були підпорядковані населені пункти:
- с. Пугачівка;
- с. Рудня-Мошня;
- с. Садибне;
- с. Сантарка;
- х. Березневий.

## Населення
Кількість населення ради, станом на 1923 рік, становила 1 416 осіб, кількість дворів — 259.
Кількість населення сільської ради, станом на 1924 рік, становила 1 768 осіб.

## Історія та адміністративний устрій
Створена 1923 року в складі сіл Пугачівка, Рудня-Мошня та Сантарка Ушомирської волості Коростенського повіту Волинської губернії. 7 березня 1923 року увійшла до складу новоствореного Коростенського (згодом — Ушомирський) району Коростенської округи. 8 вересня 1925 року села Сантарка та Рудня-Мошня увійшли до складу новоствореної Сантарської польської національної сільської ради. 1 червня 1935 року, відповідно до постанови Президії ЦВК УСРР «Про порядок організації органів радянської влади в новоутворених округах», внаслідок ліквідації Коростенського району, сільську раду включено до складу Коростенської міської ради Київської області. 28 лютого 1940 року, відповідно до указу Президії Верховної ради Української РСР «Про утворення Коростенського сільського району Житомирської області», сільська рада увійшла до складу відновленого Коростенського району Житомирської області. На 1 жовтня 1941 року в підпорядкуванні значилися селища «Червона Зірка», «13-річчя РСЧА», «8-го Березня» (згодом — Березневий).
Станом на 1 вересня 1946 року сільська рада входила до складу Коростенського району Житомирської області, на обліку в раді перебували с. Пугачівка та хутір Березневий, селища «Червона Зірка» та «13-річчя РСЧА» не значилися на обліку населених пунктів.
14 вересня 1950 року підпорядковано х. Садибне Боровицької сільської ради Коростенського району. 11 серпня 1954 року, відповідно до указу Президії Верховної ради Української РСР «Про укрупнення сільських рад по Житомирській області», до складу ради включено села Рудня-Мошня та Сантарка ліквідованої Сантарської сільської ради Коростенського району Житомирської області.
Ліквідована 5 березня 1959 року, відповідно до рішення Житомирського облвиконкому № 161 «Про ліквідацію та зміну адміністративно-територіального поділу окремих сільських рад області», територію та населені пункти приєднано до складу Ушомирської сільської ради Коростенського району Житомирської області.